# Rapolla
Rapolla ist eine italienische Gemeinde und Stadt in der Provinz Potenza in der Region Basilikata.

## Lage und Daten
Rapolla liegt 50 km nördlich von Potenza und zählt 4137 Einwohner (Stand am 31. Dezember 2023). Die Gemeinde ist Mitglied der Comunità Montana del Vulture und der Associazione Nazionale Città del Vino. Die Nachbargemeinden sind Barile, Lavello, Melfi, Rionero in Vulture und Venosa.

## Geschichte
Rapolla geht auf eine Gründung der Römer zurück, die den Ort Strapellum nannten. Gegen Ende des 10. Jahrhunderts ließen sich hier griechische Mönche aus Sizilien nieder. Die Klostergründung des Vitalis ist nach der Translation des Heiligen um die Mitte des 11. Jahrhunderts nicht mehr nachweisbar. Bis zum 11. Jahrhundert entwickelte sich der Ort, er wurde unter Nikolaus II. romunmittelbarer (direkt dem Papst unterstellter) Bischofssitz, der 1528 mit Melfi uniert wurde.
Durch Erdbeben wurde die Stadt 1851 und 1930 zerstört. Auch das Erdbeben von 1980 verursachte erhebliche Schäden. Gegen Ende des 19. Jahrhunderts verfügte Rapolla bereits über eine Genossenschaftsbank, Wasserleitung und Kanalisation wurden durch den faschistischen Podestà Pietro Dardes 1933 eingeweiht. 1892 ist die Bahnstrecke Rapolla – Gioia del Colle eröffnet worden.

## Wappen
Ein Renaissanceschild mit grünen Bord trägt ein in Gold und Silber gespaltenes Feld und zeigt zwei rotgezungte sich windende  Schlangen. Über dem Schild schwebt eine Mauerkrone mit fünf Türmen, die mit je drei welschen Zinnen gekrönt sind.
Umgeben wird der Schild von einem Olivenzweig auf der rechten Seite und auf der anderen von einem fruchttragenden Lorbeer. Beide Zweige werden von einem Band in den Nationalfarben geschnürt.

## Sehenswürdigkeiten
Mit dem Bau der Kathedrale wurde 1209 begonnen, und 1253 wurde sie fertiggestellt. Die Kirche Santa Lucia war bis zur Weihe der Kathedrale die Bischofskirche von Rapolla.